# Jonas Černius
Jonas Černius, litovski general, * 1898, † 1977.